# Article 231 du traité de Versailles
Pour un article plus général, voir Traité de Versailles.
Lire en ligne

Sur le site de l'université de Perpignan : Traité de Versailles de 1919, partie VIII : réparations

Première Guerre mondiale (1914-1918) Entre-deux-guerres, Crise de 29 en Allemagne (de)
L'article 231, souvent connu sous le nom clause de culpabilité de la guerre, était le premier article de la section des réparations du traité de Versailles, qui a mis fin à la Première Guerre mondiale entre l'Empire allemand et les puissances alliées et associées. L'article servit de base juridique pour contraindre l'Allemagne à payer les réparations.
L'article 231 fut l'un des points les plus controversés du traité. Il spécifiait que « l'Allemagne accept[ait] la responsabilité de l'Allemagne et de ses alliés pour avoir causé toutes les pertes et dommages » pendant la guerre. Les Allemands considérèrent cette clause comme une humiliation nationale, forçant l'Allemagne à accepter la responsabilité totale du déclenchement de la guerre. Les politiciens allemands firent entendre leur opposition à l'article dans le but de susciter la sympathie internationale, alors que les historiens allemands travaillèrent à saper l'article avec l'objectif de délégitimer l'ensemble du traité. Les dirigeants alliés furent surpris de la réaction allemande ; ils ne voyaient l'article que comme une base juridique nécessaire pour demander des compensations à l'Allemagne. L'article, avec un autre nom de signataire, fut également inclus dans les traités signés par les alliés de l'Allemagne qui ne considérèrent pas la clause avec le même dédain que les Allemands l’avait fait. Le diplomate américain John Foster Dulles, l'un des deux auteurs de l'article, regretta plus tard la formulation utilisée, croyant qu'il avait encore plus exaspéré le peuple allemand.
Le consensus historique est que la responsabilité ou la culpabilité de la guerre n'était pas liées à l'article. Au contraire, la clause est une condition préalable pour permettre la mise en place d’une base juridique pour les paiements de réparations qui devaient être faites. Les historiens mirent également en évidence les dommages involontaires créés par la clause, qui provoqua la colère et le ressentiment parmi la population allemande qu'elle qualifia de Diktat.

## Texte
« Les Gouvernements alliés et associés déclarent et l'Allemagne reconnaît que l'Allemagne et ses alliés sont responsables, pour les avoir causés, de toutes les pertes et de tous les dommages subis par les Gouvernements alliés et associés et leurs nationaux en conséquence de la guerre, qui leur a été imposée par l'agression de l'Allemagne et de ses alliés. »

— « Article 231 du traité de Versailles », sur mjp.univ-perp.fr.

## Contexte

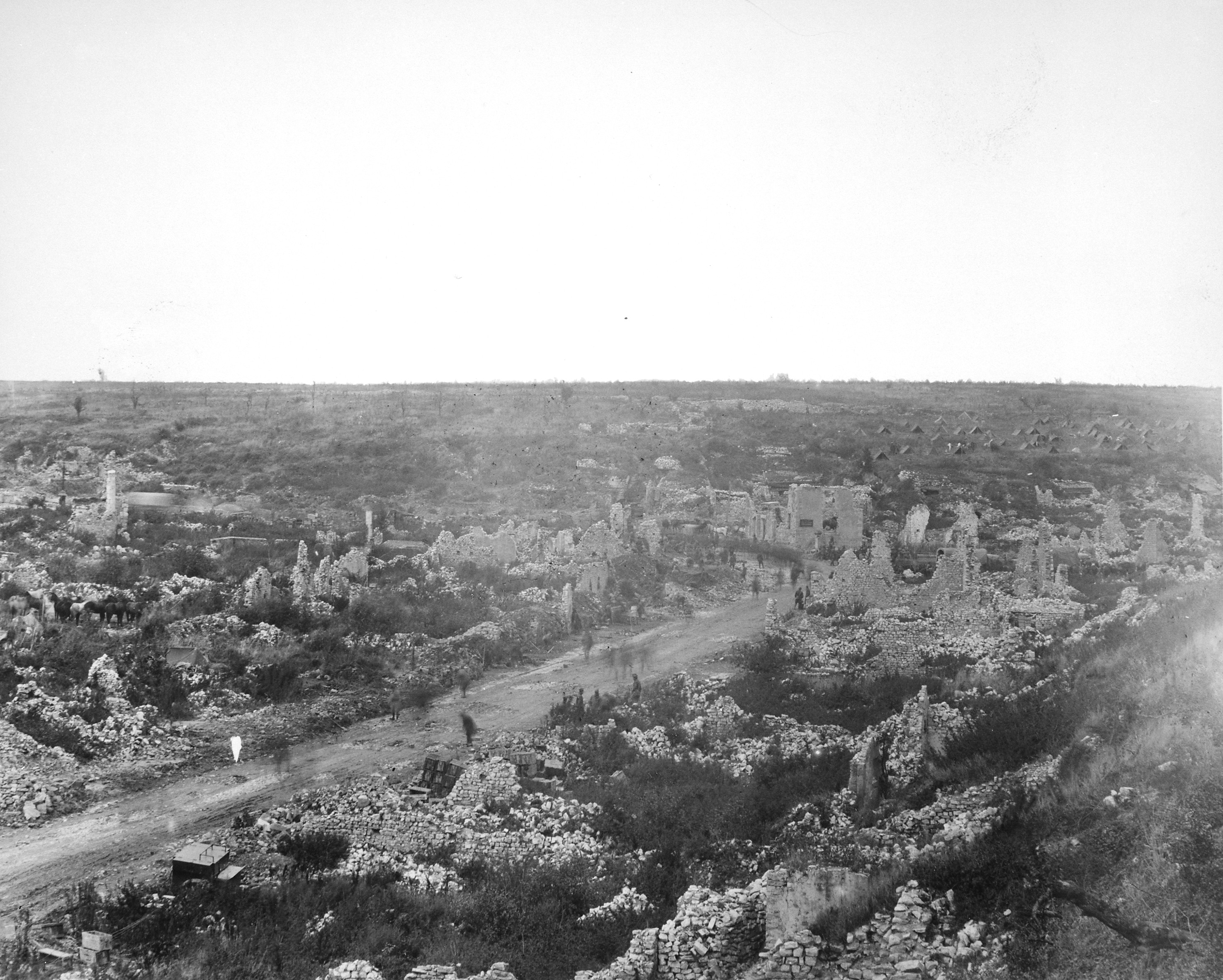
Avocourt en 1918, l'un des nombreux villages français détruits dont la reconstruction fut financée par les réparations.

Le 28 juin 1914, l'héritier du trône d'Autriche-Hongrie, l'archiduc François-Ferdinand, fut assassiné par le bosno-serbe Gavrilo Princip au nom du nationalisme serbe. Cela provoqua une crise diplomatique ; l’Autriche-Hongrie déclarant la guerre à la Serbie et déclenchant la Première Guerre mondiale. Pour de multiples raisons, en quelques semaines, les grandes puissances de l'Europe se divisèrent en deux alliances, connues sous le nom d’Empires centraux et de Triple-Entente, et entrèrent en guerre. Alors que le conflit progressait, d'autres pays du monde entier furent entraînés dans le conflit des deux côtés.
Les combats se déchaînèrent à travers l’Europe, le Moyen-Orient, l’Afrique et l’Asie pendant quatre ans. Le 8 janvier 1918, le président des États-Unis Woodrow Wilson publia une proclamation, les « Quatorze Points ». Ce discours appelait entre autres l’Allemagne à se retirer des territoires qu’elle avait occupés, à la création d’un État polonais, au redécoupage des frontières de l’Europe selon des critères ethniques, à la création d’une « Société des Nations,. » Au cours de l’automne 1918, les empires centraux commencèrent à s’effondrer : tandis que l’armée allemande perdait pied sur le front occidental, sur le front intérieur les Mutineries de Kiel déclenchaient les soulèvements dans les grandes villes d’Allemagne, amorçant la révolution allemande,,. Le gouvernement allemand tenta d'obtenir un accord de paix sur la base des Quatorze Points, et soutint par la suite que c’était sur cette base qu’il s’était rendu. Après des négociations, les puissances alliées et l'Allemagne signèrent un armistice, qui entra en vigueur le 11 novembre alors que les forces allemandes étaient encore en France et en Belgique,,.
Le 18 janvier 1919, la conférence de paix de Paris commença. La conférence visait à établir la paix entre les belligérants et organiser le monde de l'après-guerre. Le traité de Versailles fait partie de la conférence, et impliquait uniquement l'Allemagne. Le traité, avec les autres qui furent signés lors de la conférence, étaient chacun nommés d'après le nom des communes de la banlieue de Paris où ils furent signés. Bien que 70 délégués de 26 pays aient participé aux négociations, les représentants de l'Allemagne furent empêchés d'assister, à l’origine par la crainte que la délégation allemande ne tentât de jouer un pays contre l'autre et d’influencer injustement les tractations.

## Rédaction de l'article

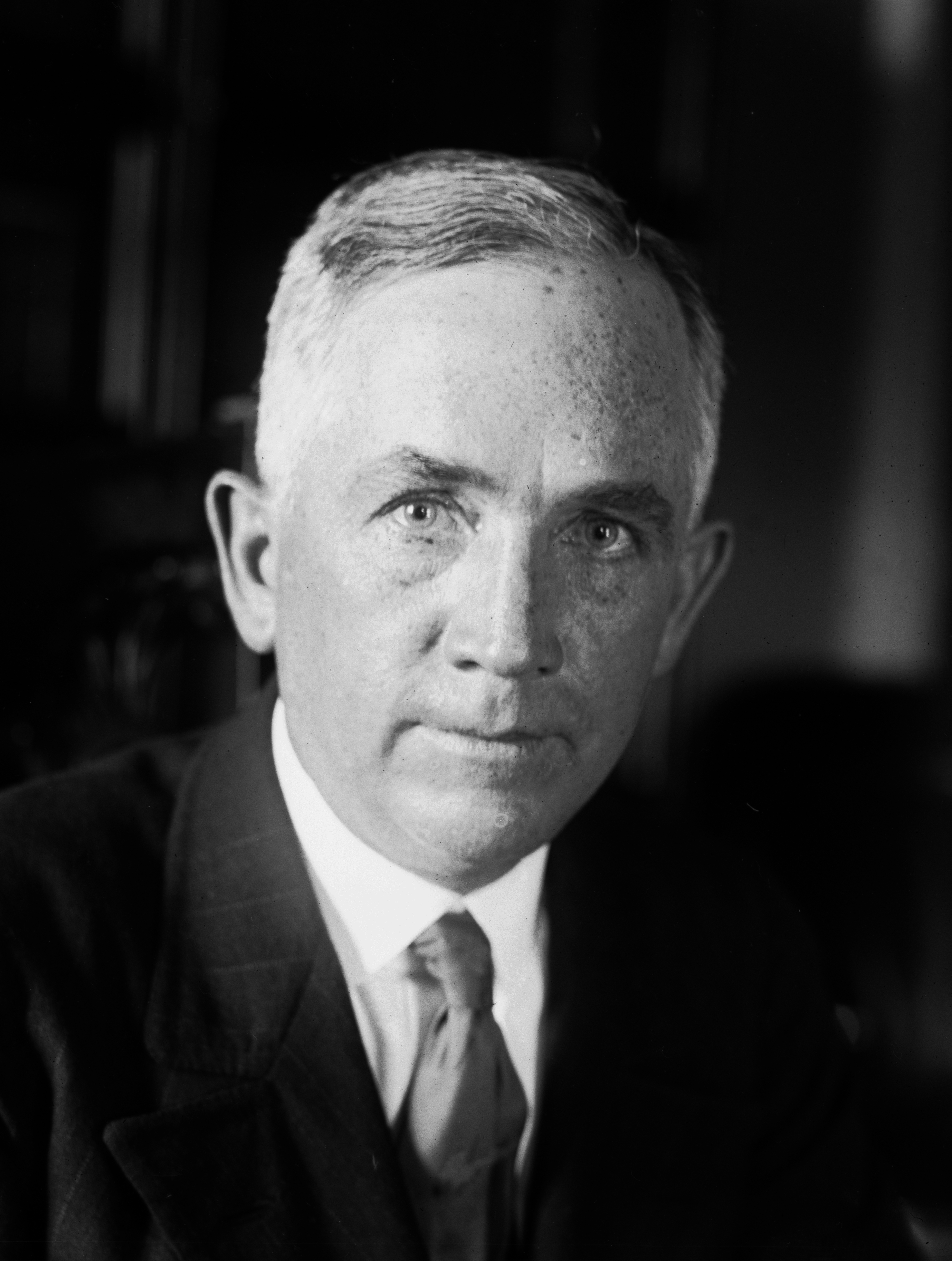
Norman Davis, l'un des deux auteurs de l'article 231

Les Américains, les Britanniques, les Français avaient des opinions différentes sur la façon dont les réparations devaient être appréhendées. Les grandes batailles sur le front occidental s’étaient déroulées en France, et la campagne française avait été fortement marquée par les combats. En 1918, pendant la retraite allemande, les troupes allemandes dévastèrent la région nord-est, la région la plus industrialisée de France. Des centaines de mines et d’usines furent détruites tout comme les chemins de fer, les ponts et les villages. En France, le président du Conseil, Georges Clemenceau, était déterminé, pour ces raisons, que toute paix juste inclut le paiement par l’Allemagne de réparations pour les dommages qu'ils avaient causés. En outre, Clemenceau considérait également les réparations comme un moyen d'affaiblir l'Allemagne afin de s'assurer qu'elle ne pourrait plus menacer la France. Les réparations devraient aussi financer les coûts de reconstruction dans d'autres pays, comme la Belgique, aussi directement affectée par la guerre. Le premier ministre britannique David Lloyd George s’opposa à des réparations sévères, en faisant valoir qu’une somme inférieure serait moins fatale pour l'économie allemande afin qu'elle puisse rester une puissance économique viable et un partenaire commercial pour l’économie britannique. Il fit en outre valoir que les réparations devraient inclure les pensions de guerre pour les anciens combattants handicapés et les indemnités à verser aux veuves de guerre, ce qui, par voie de conséquence, réserverait une plus grande part des réparations à l'Empire britannique,,. Wilson s'opposa à ces prises de positions, et fut catégorique sur le fait qu'il n'y ait aucune indemnité imposée à l'Allemagne.
Lors de la conférence de paix, la « Commission sur la responsabilité des auteurs de la guerre et sur l'application des peines » fut créée pour examiner le contexte de la guerre. La commission estima que la « guerre avait été préméditée par les empires centraux... et avait été le résultat d'actes délibérément commis [par elles] pour la rendre inévitable », et conclut que l'Allemagne et l'Autriche-Hongrie avaient « délibérément travaillé pour faire échouer l’intégralité des nombreuses propositions de conciliation faites par l'Entente et ses efforts répétés pour éviter la guerre ». Cette conclusion fut dûment incorporée dans le traité de Versailles, à la demande de Clemenceau et de Lloyd George, qui tous deux insistèrent sur l'inclusion d'une déclaration sans équivoque de la responsabilité totale de l'Allemagne. Cela laissa Wilson en contradiction avec les autres dirigeants de la conférence; il proposa à la place la répétition d'une note envoyée par Robert Lansing au gouvernement allemand le 5 novembre 1918, déclarant que les « gouvernements alliés... demanderaient que des compensations ser[aient] faites par l'Allemagne pour tous les dommages causés à la population civile alliés et à leurs biens par l'agression de l'Allemagne... »,

Le libellé de l'article fut choisi par les diplomates américains Norman Davis et John Foster Dulles. Davies et Dulles produisirent un compromis entre les positions franco-anglaises et américaines, libellant les articles 231 et 232 afin de tenir compte que l'Allemagne « devrait, moralement, payer pour tous les frais de la guerre, mais, parce qu'elle ne pouvait pas le faire, il lui serait seulement demandé de payer pour les dommages civils ». L’article 231, dans lequel l'Allemagne acceptait la responsabilité de l'Allemagne et de ses alliés pour les dommages résultant de la Première Guerre mondiale, servit donc de base juridique pour les articles suivants du chapitre des réparations, obligeant l'Allemagne à verser une indemnité limitée aux dommages civils. Des clauses similaires, avec de légères modifications dans la formulation, furent incluses dans les traités de paix signés par les autres membres des empires centraux.

## Réactions

### Interprétation allemande

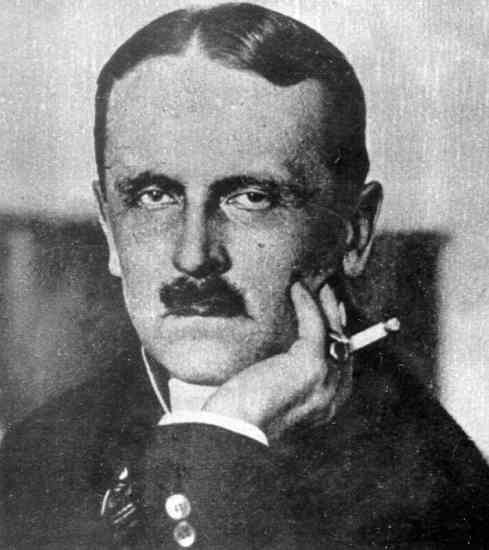
Le comte Ulrich von Brockdorff-Rantzau.

Le ministre des Affaires étrangères, le comte Ulrich von Brockdorff-Rantzau dirigea l’imposante délégation de paix allemande. Elle quitta Berlin le 18 avril 1919, prévoyant que les négociations de paix commenceraient bientôt et qu'eux et les puissances alliées négocieraient un règlement. Plus tôt, en février de cette année, Brockdorff-Rantzau avait informé l'Assemblée nationale de Weimar que l'Allemagne aurait à payer des réparations pour les dégâts causés par la guerre, mais n’aurait pas à payer pour les frais de guerre réels. Le gouvernement allemand avait également pris position sur le fait qu'il serait «inopportun... d’élever la question de la culpabilité de guerre ». Le 5 mai, Brockdorff-Rantzau fut informé qu'il n'y aurait pas de négociations. Lorsque la délégation allemande recevrait les conditions de la paix, ils auraient quinze jours pour répondre. À la suite de la rédaction du traité, le 7 mai, les délégations allemandes et alliées se réunirent et le traité de Versailles fut remis pour être traduit et qu’il y ait une réponse. Lors de cette réunion, Brockdorff-Rantzau déclara que «nous savons l'intensité de la haine qui nous réunit, et nous avons entendu la demande passionnée des vainqueurs que les vaincus seraient obligés de payer, et que les coupables devraient être punis ». Cependant, il se mit à nier que l'Allemagne était le seul responsable de la guerre. À la suite de cette réunion, alors que les différents articles du traité de paix étaient traduits, la délégation allemande envoya des commentaires aux Alliés « attaquant une section après l'autre ». Le 18 juin, après avoir ignoré les décisions explicites et répétées du gouvernement, Brockdorff-Rantzau déclara que l'article 231 contraindrait l'Allemagne à accepter de force la pleine responsabilité de la guerre,,. Max Weber, conseiller auprès de la délégation allemande, en accord avec Brockdorff-Rantzau, défia également les Alliés sur la question de la culpabilité de guerre. Il préféra rejeter le traité plutôt que de se soumettre à ce qu'il appelait une « paix pourrie ».
Le 16 juin, les puissances alliées exigèrent que l'Allemagne signe sans condition le traité sous sept jours ou ferait face à la reprise des hostilités. Le gouvernement allemand était divisé sur l'opportunité de signer ou de rejeter le traité de paix. Le 19 juin, le chancelier Philipp Scheidemann démissionna plutôt que de signer le traité et fut suivi par Brockdorff-Rantzau et d'autres membres du gouvernement, laissant l'Allemagne sans cabinet et sans délégation de paix. Comme l'Allemagne n’était pas en état de reprendre la guerre, Gustav Bauer, le nouveau chancelier, signa sans réserve le traité de paix le 22 juin.
Initialement, l'article 231 ne fut pas traduit correctement. Au lieu de dire «... l’Allemagne accepte la responsabilité de l'Allemagne et de ses alliés pour avoir causé toutes les pertes et les dommages... », l'édition du gouvernement allemand se lit « L'Allemagne admet, que l'Allemagne et ses alliés, en tant que responsables de la guerre, sont responsables des pertes et des dommages... ». Les Allemands estimaient que le pays avait signé « loin son honneur » et il y avait une croyance dominante d'humiliation et l'article était vu, dans l'ensemble, comme une injustice,. En dépit de l'indignation du public, les responsables gouvernementaux allemands étaient au courant « que la position de l'Allemagne sur cette question n'était pas aussi favorable que le gouvernement impérial avait amené le public allemand à le croire pendant la guerre ». Les politiciens cherchant la sympathie internationale, cependant, continuèrent à utiliser l'article pour sa valeur de propagande, convaincant ceux qui n'avaient pas lu les traités que l'article impliquait la pleine responsabilité de la guerre. Les historiens révisionnistes allemands qui ensuite tentèrent d'ignorer la validité de la clause trouvèrent un public parmi les écrivains « révisionnistes » en France, en Grande-Bretagne, et aux États-Unis.

### Opinion alliée sur l'article
La délégation alliée considérait d'abord l'article 231 comme un additif banal au traité destiné à limiter la responsabilité allemande en ce qui concernait les réparations, et furent surpris par la véhémence des protestations allemandes. Georges Clemenceau repoussa les allégations de Brockdorff-Rantzau, en faisant valoir que " l'interprétation juridique [de l'article] était la bonne » et n’était pas une question de politique. Lloyd George déclara que « le public anglais, comme le public français, pense que les Allemands doivent avant tout reconnaître leur obligation de nous indemniser de toutes les conséquences de leur agression. Lorsque cela sera fait, nous en arrivons à la question de la capacité de l'Allemagne à payer ; nous pensons qu'elle sera incapable de payer plus que ce document ne l’exige ».
Avant l'entrée américaine dans la guerre, Woodrow Wilson appela à une « paix de réconciliation avec l'Allemagne », ce qu'il appela une « paix sans victoire ». Ses discours durant la guerre, cependant, rejetèrent ces notions antérieures et il prit une position de plus en plus belliqueuse envers l'Allemagne. Après la guerre, le 4 septembre 1919, au cours de sa campagne publique pour rallier le soutien de l’opinion publique américaine en faveur du traité de Versailles, Wilson déclara que le traité « vis[ait] à punir l'un des plus grands torts jamais faits dans l'histoire, le mal que l'Allemagne a cherché à faire au monde et à la civilisation, et il devrait y avoir aucune faiblesse en ce qui concern[ait] l'application de la peine. Elle tenta une chose intolérable, et elle doit payer pour cette tentative ».
Initialement, les deux diplomates américains estimèrent qu'ils avaient « mis au point une solution brillante au dilemme des réparations ». En 1940, Dulles déclara qu'il était surpris que l'article « pouvait vraisemblablement être, et, en fait, il l’a été, considéré comme un jugement historique de la responsabilité de la guerre ». Il nota en outre que la « signification profonde de cet article... vit le jour par accident, plutôt que par dessein ». Dulles prit personnellement le fait que le traité de Versailles échoua dans sa volonté de créer une paix durable et pensait que le traité était l'une des causes de la Seconde Guerre mondiale. En 1954, alors qu’il était Secrétaire d'État des États-Unis et en discussion avec l'Union soviétique à propos de la réunification allemande, il déclara que « les efforts visant à mettre en faillite et humilier une nation incitent seulement un peuple à la vigueur et au courage pour briser les liens qui lui sont imposés. Les Interdictions... incitent donc les actes qui sont interdits ».

## Impact

### Réparations

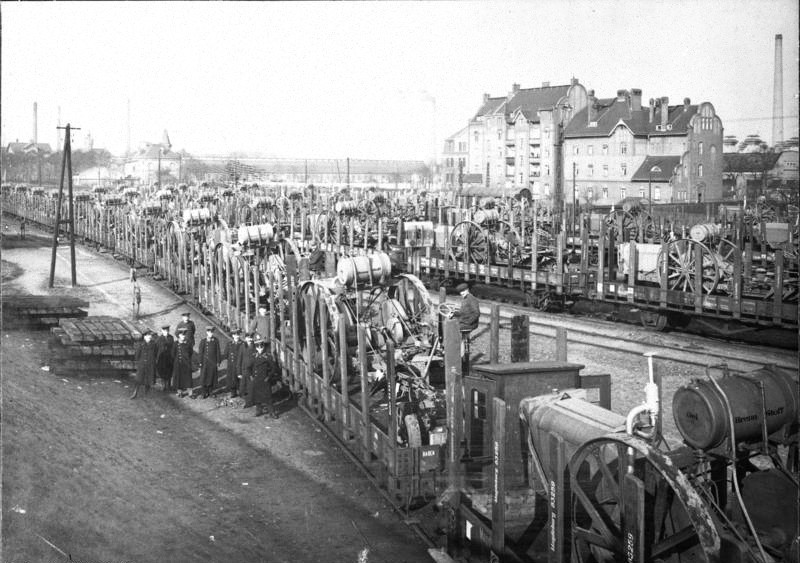
Trains, chargés de machines, livrant leur cargaison comme paiement en nature des réparations.

Les compensations exigées aux puissances vaincues était une caractéristique commune des traités de paix. La charge financière du traité de Versailles fut appelée « réparations », ce qui les distinguait des règlements punitifs généralement connus sous le vocable d’indemnités. Les réparations étaient destinées à la reconstruction et attribuées comme compensation pour les familles qui avaient été endeuillées par la guerre. Sally Marks écrivit que l'article « avait été conçu pour établir une base juridique pour des réparations » devant être payées. L’article 231 « établissait un passif théorique illimité » pour laquelle l'Allemagne aurait à payer, mais l'article suivant « en fait réduisait la responsabilité allemande aux dommages civils ». Quand le chiffre des réparations finales fut établi en 1921, il était fondé sur une évaluation alliée de la capacité de l'Allemagne à payer, et pas sur la base des revendications alliées.
Le calendrier des paiements de Londres, du 5 mai 1921, établit la pleine responsabilité des Empires centraux à hauteur de 132 milliards de marks-or. Sur ce chiffre, l'Allemagne fut tenue de payer 50 milliards de marks-or (12,5 milliards de dollars), un montant inférieur au montant qu'elle avait offert dans ses propositions de paix. Les réparations étaient impopulaires et mirent sous tension l'économie allemande, mais elles étaient dues et à partir de 1919 jusqu’à 1931, quand le paiement des réparations prit fin, l'Allemagne avait payé moins de 21 milliards de marks-or. La Commission des Réparations et la Banque des règlements internationaux établirent le montant total payé par l’Allemagne à 20,598 milliards de marks-or, tandis que l'historien Niall Ferguson estima que l'Allemagne n'avait payé pas plus de 19 milliards de marks-or,. Ferguson écrivit également que cette somme ne représentait que de 2,4 % du revenu national allemand entre 1919 et 1932, tandis que Stephen Schuker estime ce chiffre à une moyenne de 2 % du revenu national entre 1919 et 1931, en espèces et en nature, représentant un transfert total égal à 5,3 % du revenu national pour la période,. Gerhard Weinberg écrivit que les réparations furent payées, que les villes furent reconstruites, les vergers replantés, les mines rouvertes et les pensions versées mais la charge des réparations fut déplacée de l'économie allemande vers les économies sinistrées des vainqueurs.

### Effet sur l'opinion politique
L’opposition intérieure allemande à l'article 231 fut considérée comme ayant créé un fardeau psychologique et politique sur le Reich d’après guerre. Le sénateur américain Henrik Shipstead et d'autres, écrivirent qu'il fut un facteur dans l’accession d'Hitler au pouvoir,,,. En dépit de ces points de vue, le consensus historique est que l'article et le traité ne causèrent pas la montée du nazisme, mais qu'une hausse non connectée de l'extrémisme et la Grande Dépression permirent au NSDAP de gagner une plus grande popularité électorale,. Fritz Klein écrivit que, bien qu'il y avait un chemin menant de Versailles à Hitler, le premier n'a pas rendu « la prise du pouvoir par Hitler inévitable » et que « les Allemands avaient le choix quand ils décidèrent de prendre cette voie. En d'autres termes, ce n’était pas une voie obligée. La victoire de Hitler ne fut pas un résultat inévitable de Versailles ».

### Évaluation historique

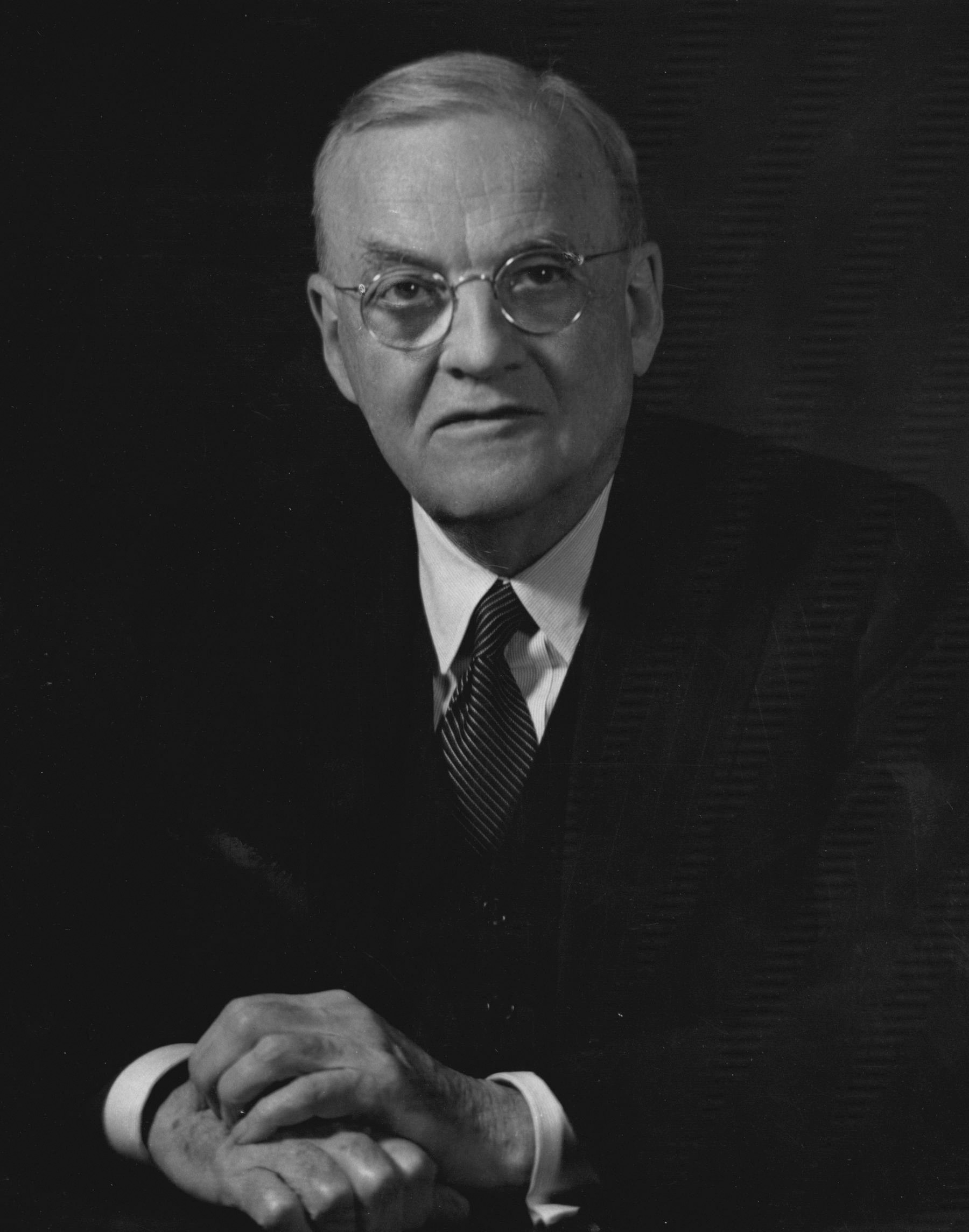
John Foster Dulles, le second auteur de l'article

En 1926, Robert C. Binkley et A.C Mahr de l'Université Stanford, écrivirent que les accusations allemandes attribuant à l'article la responsabilité de guerre étaient « infondées » et « erronées ». 
L'article était plus une « hypothèse d'une obligation de payer des dommages qu'une admission de la responsabilité de la guerre» et devait être comparé avec « un homme qui s'engage à payer tout le coût d'un accident de la route plutôt qu’un plaidoyer de culpabilité d'un criminel ». Ils écrivirent qu’« il [étai]t absurde » de donner aux articles du traité consacrés aux réparations un « sens politique » et l'interprétation juridique « [étai]t la seule qui compt[ait] ». Ils conclurent que l'opposition allemande « [étai]t basée sur un texte qui n'a[vait] aucune validité juridique que ce soit, et que l'Allemagne n'a[vait] jamais signé ». Sidney Fay était le « critique le plus franc et le plus influent » de l'article. En 1928, il conclut que l'ensemble de l'Europe partageait la responsabilité de la guerre et que l'Allemagne n'avait pas l'intention de lancer une guerre européenne générale en 1914.
Entre les deux guerres, la question de la responsabilité de l'Allemagne (Kriegsschuldfrage ou de la question de la responsabilité de la guerre) est devenu un thème majeur de la carrière politique d'Adolf Hitler. « Il promit de rectifier ce qu'il a appelé le Versailler Diktat (diktat de Versailles) et de punir ceux qui en étaient responsable ». En 1937, Edward Hallett Carr déclara que « dans la passion du moment » les puissances alliées ne s’étaient « pas rend[ues] compte que cet aveu de culpabilité extorqué ne prouv[ait] rien, et d[eva]it exacerber un ressentiment amer dans les esprits allemands ». Il conclut que « les hommes allemands se mi[rent] au travail pour démontrer la non-culpabilité de leur pays, croyant naïvement que, si cela pouvait être établi, l'ensemble du traité s'effondrerait ». René Albrecht-Carrié écrivit en mai 1940, que « l'article 231 donna lieu à une controverse malheureuse, malheureuse parce qu'il servit à élever un faux problème ». Il a écrit que l'argument allemand de l’entre-deux-guerres « reposait sur sa responsabilité pour le déclenchement de la guerre » et si cette culpabilité pouvait être réfutée alors l'obligation légale de payer des réparations disparaîtrait.
En 1942, Luigi Albertini publia « Les origines de la guerre de 1914 » et conclut que l'Allemagne était le principal responsable du déclenchement de la guerre,. Le travail d’Albertini, plutôt que de stimuler un nouveau débat, fut l'aboutissement de la première phase des recherches sur la question de la responsabilité de guerre. La question revint sur le devant de la scène entre 1959 et 1969, lorsque Fritz Fischer dans Les Buts de guerre de l'Allemagne impériale et La guerre des Illusions « détrui[si]t le consensus sur la responsabilité partagée de la Première Guerre mondiale » et «blâma... fermement l'élite wilhelminienne ». Dans les années 1970, son travail « émerg[ea] comme la nouvelle orthodoxie sur les origines de la Première Guerre mondiale ». Dans les années 1980, James Joll mena une nouvelle vague de recherche concluant que les origines de la Première Guerre mondiale étaient « complexes et variées » bien qu’« en décembre 1912 » l'Allemagne avait décidé de faire la guerre.
En 1978, Marks réexamina les clauses du traité détaillant les réparations et écrivit que « la clause, très critiquée, de la responsabilité de la guerre, l'article 231, qui a[vait] été conçu pour établir une base juridique pour les réparations, et en fait, ne fai[sai]t aucune mention de la responsabilité de la guerre » mais précisait seulement que l'Allemagne devait payer pour les dommages dus à la guerre, qu’ils avaient imposés aux Alliés et le fait « que l'Allemagne a[vait] commis un acte d'agression contre la Belgique est incontestable ». « Techniquement, la Grande-Bretagne entra » en guerre et les troupes françaises entrèrent en Belgique pour « honorer » leur « obligation légale » de défendre la Belgique dans le cadre du traité de Londres de 1839 et que « l'Allemagne a[vait] ouvertement reconnu sa responsabilité à l'égard de la Belgique le 4 août 1914 et le 7 mai 1919 ». Marks écrivit également que « la même clause, mutatis mutandis » fut incluse « dans les traités avec l'Autriche et la Hongrie, et que ni l’un ni l’autre ne l'a interprété comme déclaration de responsabilité de la guerre ». Wolfgang Mommsen écrivit que « l'Autriche et la Hongrie n’accordèrent aucune attention à cet aspect du projet de traité ». 
En 1986, Marks écrivit que le ministère des Affaires étrangères allemand, soutenu par les notables civils et militaires, « se focalisa sur l'article 231... en espérant que, si l'on pouvait réfuter la responsabilité allemande de la guerre, non seulement les réparations, mais l'ensemble du traité s'effondrerait ». Manfred Boemeke, Gerald Feldman, et Elisabeth Glasea écrivirent que « les exigences pragmatiques influencèrent de façon caractéristique la mise en forme du très mal compris article 231. Ce paragraphe reflétait la nécessité juridique présumée de définir la responsabilité allemande de la guerre afin de préciser et de limiter les obligations du Reich ». P.M.H Bell écrivit que, bien que l'article n’utilisait pas le  terme « responsabilité », et alors qu’ « il se peut que ses rédacteurs n'avaient pas l'intention de poser un jugement moral de l'Allemagne », l'article devint « presque universellement » connu comme la clause de la responsabilité de la guerre du traité. Margaret MacMillan écrivit que l'interprétation par l'opinion publique allemande de l'article 231 comme attribuant clairement la faute de la guerre à l'Allemagne et ses alliés, « devint l'objet d’un dégoût particulier en Allemagne et la cause de consciences inquiètes parmi les Alliés ». Les Alliés ne s'attendaient à une telle réaction hostile, et « ne pensai(en)t pas qu'il y aurait des difficultés sur les clauses ». 
Stephen Neff écrivit que « le terme « responsabilité de la guerre » était quelque peu malheureux, puisque selon les avocats, le terme « responsabilité » est principalement connoté comme « la responsabilité criminelle », tandis que « la responsabilité de l'Allemagne envisagée dans le traité de Versailles... était de nature civile, comparable à l'obligation d'indemnisation dans la théorie de la guerre juste classique ». Louise Slavicek écrivit que si « l'article est une réflexion honnête des rédacteurs du traité, inclure une telle clause dans l'accord de paix était peu diplomatique, pour ne dire pas dire plus ». Diane Kunz écrivit que« plutôt que d'être vu comme une tentative habile d'un avocat américain pour limiter la responsabilité financière allemande réelle en achetant le silence des politiciens français et leur électorat avec le morceau d'un morceau de papier » l’article 231 «  devint une plaie ouverte facilement exploitable ». Ian Kershaw écrivit que la « honte nationale » ressentie à cause de cet article et la « défaite, la révolution et l'instauration de la démocratie », avait « créé un climat dans lequel un ensemble d'idées contre-révolutionnaires pourrait gagner une vaste audience » et participer à la création d'un terreau dans lequel les idées nationalistes extrêmes pourraient gagner un public plus large et prendre racine. 
Elazar Barkan fit valoir qu’en « forçant un aveu de responsabilité de guerre à Versailles, plutôt que de guérir les plaies, les vainqueurs incitèrent le ressentiment qui contribua à la montée du fascisme ». Norman Davis écrivit que l'article invitait l'Allemagne « à accepter l’entière responsabilité pour la guerre précédente ». Tony Rea et John Wright écrivirent que « la dureté de la clause de responsabilité de guerre et les demandes de réparations rendirent plus facile l'accession au pouvoir d’Hitler en Allemagne ». Klaus Schwabe écrivit que l'influence de l'article va loin au-delà de la discussion de la responsabilité de la guerre. En « refusant de reconnaître la responsabilité de la guerre de l'Allemagne, le nouveau gouvernement allemand exonérait implicitement l'ancien ordre monarchique » et surtout n'a pas su « se dissocier de l'ancien régime ». Ce faisant, « il mina son affirmation selon laquelle l'Allemagne postrévolutionnaire était un nouveau départ démocratique historique qui méritait du crédit lors de la conférence de la paix ».